# Église Saint-Luc de Tartu
L'église Saint-Luc de Tartu (en estonien : Tartu Püha Luuka kirik) est une église méthodiste à Tartu en Estonie.

## Présentation
L'église de l’EMK (et) a été achevée en 2002.
L'édifice a été conçu par l'architecte Indrek Allmann. 
Le projet a repris le style fonctionnaliste de la nouvelle église conçue pour la paroisse par l'architecte Engelhard Corjus en 1931, mais non construite en raison de l'occupation soviétique et de la Seconde Guerre mondiale.
L’architecture du bâtiment combine la tour de 25 mètres de haut en forme de croix et une orientation est-ouest des salles. 
L'église a reçu le titre du meilleur nouveau bâtiment de Tartu en 2002.